# Gabtali
Gabtali è un sottodistretto (upazila) del Bangladesh situato nel distretto di Bogra, divisione di Rajshahi. Si estende su una superficie di 239,61 km² e conta una popolazione di 319.588  abitanti (censimento 2011).